# Piscine de Bethesda
Pour les articles homonymes, voir Bethesda.

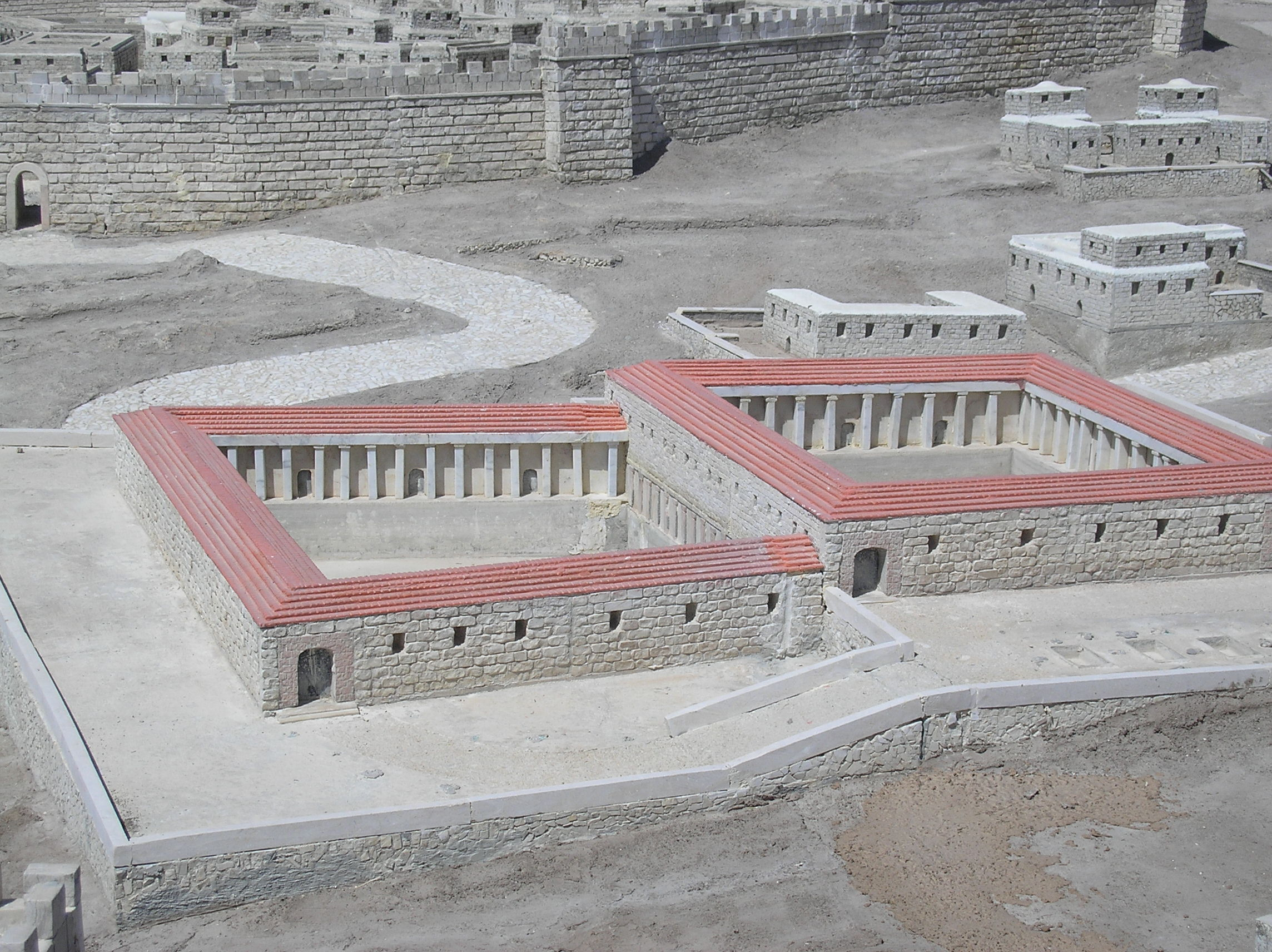
Les piscines. Jérusalem au cours de la période du Second Temple – un modèle du musée d'Israël.

La piscine de Bethesda, située sur le chemin de la vallée de Beth Zeta, est mentionnée dans l'Évangile de Jean, au chapitre 5, comme le lieu d'un miracle de Jésus sur un paralytique. La description qui en est faite signale qu'elle était entourée de cinq portiques.
Les anciens manuscrits de l’Évangile de Jean ne s’entendent pas sur le vrai nom de cet endroit : il s’appellerait « Bezatha », ou « Bethesda », ou « Belsetha », ou encore « Bethsaïda ». Un des manuscrits de la mer Morte résout le problème de façon inattendue.
Le rouleau de cuivre, qui doit dater de la première moitié du Ier siècle, présente une longue liste de trésors cachés à Jérusalem et ailleurs en Terre d’Israël. Une des cachettes est située dans un lieu de Jérusalem appelé Bet-eshdatain, marqué par une piscine à deux bassins de grandeurs différentes. Il ne fait pas de doute, que la transcription grecque de Bethesda doit être retenue comme la plus juste, et le nom doit être traduit par « maison des deux flots, des deux bouches » : il est fait référence à deux sources d’alimentation d’une piscine, ce qui se comprend bien si cette dernière comporte deux bassins indépendants.
À la suite de restaurations entreprises sur l'église Sainte-Anne à Jérusalem en 1888, deux grandes piscines avec cinq portiques et de nombreux fragments de l'époque romaine ont été exhumées. Une fresque située sur l'un des murs représente un ange remuant l'eau.

## Période du Premier Temple: la piscine supérieure
La piscine fut construite durant le VIIIe siècle av. J.-C. et fut nommé la « piscine supérieure » (הבריכה העליונה).
Elle est mentionnée dans le Livre des Rois :

« De Lakhich, le roi d'Assyrie envoya Tartân, Rabsaris et Rabchakè, avec une puissante armée, contre le roi Ézéchias à Jérusalem. Ils se mirent donc en marche et atteignirent Jérusalem. Arrivés là, ils s'établirent près de l'aqueduc de la Piscine supérieure, sur la route qui conduit au Champ des foulons. »

— Livre des Rois II, chapitre 18 verset 17, également Livre d'Isaïe, chapitre 36, verset 2
et dans le Livre d'Isaïe :

« L'Éternel dit alors à Isaïe : « Rends-toi au-devant d'Achaz, toi et Chear-Yachoub, ton fils, vers l'extrémité du canal de la Piscine supérieure, sur la chaussée qui conduit au champ du Foulon ». »

— Livre d'Isaïe, chapitre 7, verset 3

## Période du Second Temple: les piscines de nettoyage
Les secondes piscines furent érigées durant le IIIe siècle av. J.-C. par le grand-prêtre Simon II (de la famille des Oniades). Ces piscines étaient utilisées pour laver les moutons avant leur sacrifice au Temple. Cette méthode d'utilisation des piscines conféra à l'eau un halo de sainteté, et plusieurs invalides vinrent se baigner dans les piscines dans l'espoir d'être guéri.
Les piscines sont mentionnées dans le Nouveau Testament. Dans Jean (Jn 5,1-6), il est rapporté que Jésus guérit un homme dans la piscine. Son nom est décrit comme provenant de l'araméen Beth Hesda, signifiant « lieu de la grâce » (בית חסדא). D'autres désignations incluent les noms de Bethzatha et Bethsaïda (qu'il ne faut pas confondre avec la ville de Bethsaïde en Galilée).
Selon l'Encyclopédie juive : « Bethesda », elle symbolisait la maison de la pitié, un réservoir (gr. kolumbethra, « un bain pour nager ») avec cinq porches, près de la porte du marché des moutons (Néhémie 3:1; Jean Jn 5,2). 
L'historien Eusèbe de Césarée (~265-~340) la surnommait « la piscine aux moutons ». Il la désigna également par les noms de « Bethsaïde » et « Beth-zatha » (Jean 5:2, marg. RSV). Sous ses « porches » ou colonnades se retrouvaient habituellement un grand nombre d'infirmes qui attendaient que l'eau se trouble et qu'un miracle se produise. 
Précédant la construction des digues archéologiques, elle fut identifiée comme étant la version moderne de la fontaine de la Vierge, dans la vallée du Cédron, car étant située non loin du bassin de Silwan et aussi de Birket Israel (en), une piscine située tout près de l'embouchure de la vallée qui conduisait jusqu'à Cédron sud et, de là, à la porte St-Stéphane.
Lorsque les digues archéologiques furent construites au XIXe siècle, Conrad Schick découvrit un énorme tank, à l'état d'esquisse, situé à environ 100 pieds au nord-ouest de l'église Sainte-Anne, qui était, sans véritable contestation possible, très probablement la piscine de Bethesda. Cependant, plusieurs archéologues l'identifièrent en concomitance avec les piscines jumelles qu'ils dénommèrent les « Souterrains », sous le couvent des Sœurs de Zion (en), situé sur ce qui aurait été le fossé de roches pointus qui marquait la séparation entre Bezetha (en) et la forteresse Antonia.

## Période byzantine
L’endroit du miracle de Jn 5 est mentionné dès le début du IVe s. (Eusèbe, Burdigalensis, Cyrille de Jérusalem), mais l’église commémorant le miracle du paralytique n’est pas antérieure à Jérôme qui ne la mentionne pas encore, ni postérieure à Juvénal sous l’épiscopat duquel Jean Rufus en parle. On observe également une évolution en ce qui concerne le type de mémorial qu’elle représente : à l’origine, seul le miracle de Jn 5 est rapporté, alors qu’une thématique mariale s’introduit apparemment au début du VIe s., quand le pèlerin Théodose parle de « l’église de la Dame Marie, la mère du Seigneur », puis au début du siècle suivant quand le patriarche Sophrone, dans son ode anacréontique XX, situe la maison natale de Marie à la « Sainte-Probatique ». Ce dernier thème est déjà supposé dans différents documents patristiques, dont les plus anciens ne sont pas antérieurs, eux aussi, au VIe siècle : 
- André de Crète, Homélies CPG 8170; 8171; 8172; 8173; Canon CPG 8219 ;
- Romanos le Mélode, J.B. Pitra, Analecta sacra, I, Paris, 1876, 198-201 ;
- Jean de Damas, Homélie CPG 8060 ;
- Protévangile de Jacques lu pour la fête du 8 septembre d’après des notes marginales de copistes.

Il est manifeste que ce dernier document (Protévangile de Jacques, ch. 3-4) a joué un rôle déterminant dans l’évolution d’une thématique purement biblique (Jn 5) à une thématique purement mariale, au point que les croisés — qui, en plus de Sainte-Anne sanctuaire de la naissance de Marie, reconstruisent une petite église sur les ruines de la basilique byzantine (le « moustier ») — hésitent sur la localisation de la Probatique de Jn 5. Dans le Protévangile, les parents de Marie sont supposés habiter près du temple et Joachim père de Marie est présenté dans un rôle de pasteur de brebis rencontrant Anne près d’une porte de la ville. Le thème du miracle, mais aussi la typologie de Marie comme nouveau Temple, pouvaient aider à cette transformation, au moins partielle, du mémorial.
L'église byzantine a servi de lieu de station dans la liturgie de Jérusalem (détails ici).

## Dans les arts
- Jésus guérissant le paralytique de Bethesda, peinture de Giandomenico Tiepolo ;
- La guérison du paralytique à la piscine de Bethesda, peinture de Jean II Restout ;
- La piscine de Bethesda, peinture de Sebastiano Ricci ;
- La piscine probatique, tableau de Giacinto Diano ;
- La piscine probatique, tableau qui se trouve dans la salle supérieure de la Scuola Grande de San Rocco ;
- Le Christ à la piscine probatique, tableau de Jacques de Létin ;
- « À l'œuvre » - guérison du paralytique de Bethesda, dessin en noir et blanc de Henri Lindegaard.